# Rubens (schip, 1964)
De Rubens werd gebouwd in de jaren 1963-64 bij Cockerill, Hoboken. Het was uitgerust met koelruimten voor fruit en diepvriesvlees. Het schip was 10.687 ton.
Zusterschepen waren de Jordaens, de Teniers en de Breughel. Deze schepen voeren alle voor de rederij Compagnie Maritime Belge (CMB). Deze schilderschepen hadden dezelfde kleuren van romp en opbouw en voeren enige tijd voor Dart Container Line.
Het werd in 1972 omgedoopt naar Memling en in 1983 Christina. Het schip belandde evenals enkele andere zusterschepen in het Kattendijkdok, ter afwachting voor de voortverkoop. Het werd in 1983 doorverkocht naar Griekenland en voer onder de nieuwe naam Christina. In september 1984 werd het gesloopt in Yantai.